# Districte de Shimoga
El districte de Shimoga o (des de novembre del 2006) de Shivamogga (canarès: ಶಿವಮೊಗ್ಗ) és una divisió administrativa de l'estat de Karnataka a l'Índia a la regió de Malnad (La Muntanya) als Ghats Occidentals. La capital és la ciutat de Shimoga o Shivamogga. El nom del districte i ciutat derivaria de Xiva (Shiva-Mukha = Cara de Xiva, Shivana-Moogu, Nas de Xiva, Shivana-Mogge, Flors per a Xiva); una altra teoria suposa que deriva de Sihi-Moge que vol dir "Pot dolç". El districte té una superfície de 8.465 km² i una població segons el cens del 2001 d'1.639.595 habitants.

## Administració
Està format per dues subdivisions i set talukes:
- Sagar 
  - Sagar
  - Shikaripura
  - Sorab
  - Hosanagara
- Shimoga o Shivamogga 
  - Shimoga o Shivamogga
  - Bhadravathi
  - Thirthahalli

## Història
Asoka va enviar missioners budistes a la zona al segle iii aC. Ja no se'n sap res més fins al govern dels satavahanes dels que consta una donació del rei Satakarni a Malavalli probablement al segle ii. Més tard van governar els kadambes amb capital a Banavasi però originaris de Sthanakundur (Talagunda a la que fou la taluka de Shikarpur), on hi ha una inscripció en un pilar que explica el seu ascens: el pare del governant que era un braman va anar a la capital pallava (Kanchi = Conjeeveram) per estudiar i allí es va enfrontar a un cavaller pallava; a fi i efecte de prendre venjança d'aquest va adoptar la vida d'un kshattriya (casta de guerrers) i es va perfeccionar en l'ús de les armes; amb els seus amics i servidors es va apoderar de les inaccessibles fortaleses prop de Sriparvata (districte de Kurnool), on va esdevenir poderós i va poder cobrar tribut de diversos reietons locals; els pallaves el van atacar però sempre van acabar derrotats i finalment van haver d'acordar la pau i el van haver de reconèixer com a rei fundant la dinastia dels kadambes. Això hauria passat al segle iii.
Entre els seus successors Kakustha va donar la seva filla en matrimoni al rei gupta, potser Samudragupta, l'expedició del qual al sud al segle IV és recordada en un pilar al fort d'Allahabad. Els kadambes van dominar l'oest del districte i mentre els gangues es van establir a l'est. El rei ganga del segle IV es va casar amb una germana del rei kadamba. Al segle V els Chalukya del nord havien sotmès tot el Kuntala i van fer de Vatapi (avui Badami al districte de Bijapur) la seva capital; segons les seves inscripcions van sotmetre als kadambes al segle vi. El segle VII els Chalukya es van separar en dues branques de les quals l'occidental va seguir governant a Vatapi i el que fou el districte de Shimoga va formar part de la província anomenada Banavase (dotze mil) amb capital a Belgami (a la que fou la taluka de Shikarpur).
Al segle viii foren dominats pels rahstrakutes i van perdre l'hegemonia durant dos segles. Els rahtrakutes van tenir capital a Manyakheta (Malkhed); primer van capturar i empresonar al rei ganga i van nomenar virreis al seu territori, però més tard el van restaurar i es van fer aliats concertant-se diversos enllaços matrimonials. Al segle x a canvi de la seva ajuda contra els coles, la província de Banavase i altres foren cedides pels rashtrakutes als gangues. Mentre, probablement al segle viii, es va establir un principat jainista a Pomburchchha o Honibucha (Humcha) regit per Jinadatta, un príncep de la família Ugra de la raça solar de Muttra, la dinastia del qual va agafar el nom de Santara, i es va apoderar de tot el territori fins a Kalasa, al districte de Kadur, van baixar cap a les muntanyes dels Ghats a Sisila o Sisukali, i finalment van establir la seva capital a Karkala (a South Kanara), nomenant virreis a Barkur, Bangadi, Mudu-Bidare i Mulki. Amb el temps aquestos reis van esdevenir lingayats i amb el nom de Bhairarasa Wodeyars van continuar al poder fins al segle xvi però subordinats successivament als Chalukya, hoysales i Vijayanagar, fins que finalment foren conquerits pels sobirans de Keladi.
Els rahtrakutes foren enderrocats el 973 i els Chalukya occidentals van recuperar el seu poder; la seva capital fou ara a Kalyani. Banavase fou una província del seu imperi. El 1155 foren suplantats pel seu ministre Bijjala, dels Kalachuris de Kalyani. En aquest temps fou quan Basava, ministre dels kalachuris, va fundar la branca dels lyngayats que va dominar a tot el país canarès i telugu. El rei es va casar amb una germana de Basava. La dinastia només va durar fins al 1183 i llavors els hoysales de Dorasamudra (Halebid al districte d'Hassan) es van apoderar de la regió incloent Banavase i altres províncies. Van avançar cap al riu Kistna i es van enfrontar als seunes o yadaves de Deogiri (després Daulatabad o Dawlatabad). Els yadaves tenien l'hegemonia al segle xiii i es van establir al nord del que fou el districte de Shimoga però al sdgle XIV tant yadaves com hoysales van caure víctimes de la invasió musulmana des de Delhi.
El regne de Vijayanagar va emergir quasi al mateix temps i va regir sobre tots els territoris al sud del Kistna. Sota el seu domini es va establir el principats de Keladi o Ikkeri, després Bednur, que van dominar l'oest del districte, i els prínceps de Basavapatna o Tarikere que van dominar a l'est. Els prínceps de Keladi eren lingayats i el seu fundador fou Sadasiva Raya Naik, que va rebre del seu senyor el govern de Barkur, Mangalore i Chandiagutti. El seu successor va traslladar la capital a Ikkeri. Després de la caiguda de Vijayanagar, Venkatapa Naik (al que els portuguesos anomenaven Venkapor, rei de Kanara) es va fer independent i en el següent regnat la capital fou traslladada a Badnor (moderna Nagar). Sivappa Naik, que va pujar al tron el 1645, va assolar tot el territori oriental del futur districte, arribant al sud fins a Manjarabad. El rei de Vijayanagar que fugia, es va refugiar al seu territori demanant protecció i fou establert pel príncep a Belur i Sakkarepatna, i va intentar atacar Seringapatam en nom seu. Els senyor locals de Basavapatna foren atacats per l'exèrcit de Bijapur i es van retirar en direcció a Bednur i finalment cap a Tarikere (al districte de Kadur).
Sivaka Naik va morir el 1660; la seva nissaga va mantenir el país fins al 1763 quan fou conquerit per Haidar Ali de Mysore. Aquest va planejar construir una nova capital a Bednur i la va rebatejar Haidarnagar (escurçat després a Nagar).
El 1783 en la guerra entre britànics i Mysore, les tropes angleses procedents de Madras van capturar Bednur, però després fou recuperada per Tipu Sultan. Aquest la va conservar fins al 1799, quan va morir en la batalla de Seringapatam. Llavors va passar a la dinastia Wodiyar del Regne de Mysore. El territori de Shimoga i altres fou llavors atacat per un cap maratha de nom Dhundia Wagh, però fou perseguit i les seves forces dispersades per un contingent manat pel coronel Wellesley (després duc de Wellington).
El 1830 va esclatar una revolta al territori, protestant pel mal govern del rajà del Regne de Mysore; el senyor local de Tarikere va fugir de Mysore per unir-se a la revolta; però finalment els rebels foren derrotats. No obstant Mysore fou posat sota una comissió britànic que va mantenir el govern efectiu del regne fins al 1881.
El districte pertanyia a Mysore i tenia 10.425 km². La població era: 507.856 (1871), 507.424 (1881), 528.996 (1891) i 531.736 (1901).
D'aquesta població 468.500 eren hindús, 32.500 musulmans, 9.500 animistes, 3.500 jains i 2000 cristians. Entre les castes predominaven els lingayats, seguits de wokkaligues, holeyes, madigues, kurubes, bedes. Hi havia 14 ciutats i 2.017 pobles. La ciutat principal era Shimoga amb 6.240 habitants el 1901 (però 11.340 el 1891). Municipalitats eren Shimoga, Kumsi, Channagiri, Honnali, Nyamti, Shikarpur, Sorab, Sagar, Kalurkatte i Tirthahalli. I "unions" eren Benkipur, Holehonnur, Siralkoppa i Nagar.
Administrativament estava format per 8 talukes: Shimoga, Sagar, Sorab, Shikarpur, Honnali, Channagiri, Tirthahalli i Nagar. El 1903 es van crear 3 subdivisions abraçant les 8 talukes:
- Shimoga I
  - Shimoga
  - Tirthahalli
- Shimoga II
  - Shikarpur
  - Honnali
  - Channagiri
- Sagar
  - Sagar
  - Sorab
  - Nagar

La taluka de Shimoga, al sud-est del districte, tenia una superfície de 1.779 km² i una població el 1901 de 91.639 (tres mil menys que el 1891) amb les ciutats de Shimoga, Benkipur, Kumsi i Holehonnur i 401 pobles.
A la independència de l'Índia el 1947, fou part de l'estat de Mysore que el 1973 va agafar el nom de Karnataka.

## Arqueologia
- Inscripció de Satakarni a Malavalli, potser del segle II
- Restes diverses a Belgami incloent temples en ruïnes amb notables gravats, inscripcions del segle Xi i XII i altres.
- Pilar de Bherundesvara de 9 metres amb una àliga de dos caps amb cos huma d'1,25 metres anomenada Gandabherunda al cim
- Temples de Bandanikke en ruïnes
- Temples jainistes de Huniclia
- Temple de Ahoresvara a Ikkeri